# Església parroquial de Sant Pere Màrtir (Xodos)
L'església de Sant Pere de Xodos, a la comarca de lloc de l'Alcalatén és un lloc de culte catòlic que se situa en el mateix nucli de la població, a la plaça de l'Església s/n, i presenta una catalogació genèrica com Bé de Rellevància Local, amb codi: 12.04.055-003, segons la Disposició Addicional Cinquena de la Llei 5/2007, de 9 de febrer, de la Generalitat, de modificació de la Llei 4/1998, d'11 de juny, del Patrimoni Cultural Valencià (DOCV Núm. 5.449 / 13/02/2007)
Segons dades del Bisbat de Sogorb-Castelló el nom de l'església és "Església de Sant Pere Apòstol", i està inclosa en l'arxiprestat de Sant Joan Baptista, conegut com a arxiprestat nombre 12, amb seu a Albocàsser.
En el seu interior es pot observar una creu gòtica data del segle xvi, construïda en plata treballada amb esmalts incrustats, així com una imatge de la Verge amb el Nen, de valor considerable, tallada en fusta policromada.
També compta amb un arxiu parroquial.